# Миркович, Зоран
Зоран Миркович (серб. Зоран Мирковић / Zoran Mirković; род. 21 сентября 1971, Белград) — сербский футболист, игравший на позиции защитника; тренер. Почётный президент белградского футзального клуба «Конярник».

## Карьера

### Клубная
Миркович дебютировал на высшем уровне в сезоне 1990/91 в составе клуба «Рад» — 3 марта 1991 года в матче против «Пролетера». Но ещё до этого он с товарищами по команде выиграл титул чемпиона Югославии в возрасте до 21 года, что стало высшим успехом в истории для «Рада». Миркович провёл 3 сезона за «Рад» в качестве профессионального футболиста (1990/91, 1991/92 и 1992/93). Его талант не остался незамеченным белградским «Партизаном», в который он перешёл в 1993 году.
За 3 года, проведённых в «Партизане», Миркович стал игроком основного состава клуба и сборной Югославии. В составе белградцев Миркович дважды становился чемпионом страны (1993/94 и 1994/95) и один раз обладателем Кубка Югославии (1993/94).
Миркович провёл два сезона в итальянской «Аталанте». В первой своей игре в Серии А он получил травму и выбыл на 3 месяца из игры. Миркович выступал на позициях защитника и полузащитника, и настолько удачно, что его пригласил Марчелло Липпи в «Ювентус».
Пребывание Мирковича в «Ювентусе» можно разделить на два разных периода. Под руководством Липпи Миркович провёл 19 матчей в Серии А, забив один гол, а также выступал в Лиге чемпионов. После прихода весной 1999 года Карло Анчелотти на пост главного тренера Миркович стал уже игроком ротации, выходя на поле преимущественно в матчах Кубка Италии.
Летом 2000 года Миркович заключил трёхлетний контракт с турецким «Фенербахче». Его пребывание в составе стамбульцев выдалось успешным: в своём первом сезоне он стал чемпионом Турции, а также достиг с командой финала Кубка Турции. В следующем году «Фенербахче» выступал в Лиге чемпионов, а также финишировал вторым в чемпионате Турции. Последний сезон в «Фенербахче» сложился неудачно: 3 главных тренера по ходу сезона и 6-е место в итоговой таблице.
Затем, в январе 2004 года, после 6-месячного периода вне футбола Миркович снова стал игроком «Партизана». Он подписал контракт на два с половиной года. 6 марта 2006 года Миркович объявил о своём уходе из-за хронической травмы спины в возрасте 34 лет.

### В сборной
Миркович был игроком основного состава сборной Югославии (позднее ставшей Сербии и Черногории), где он обычно выступал на позиции крайнего правого защитника и имел номер 2. Миркович провёл за сборную 59 матчей, ни разу не отличившись забитым мячом. Он был участником Чемпионата мира 1998 года во Франции, где провёл 2 матча из 4-х своей сборной: первую победную (1:0) игру против Ирана и встречу 1/8 финала, в которой югославы уступили (1:2) голландцам, а Миркович на 52-й минуте заработал жёлтую карточку.
На Чемпионат Европы 2000 года Миркович не поехал из-за трёхматчевой дисквалификации, наложенной на него из-за инцидента, случившегося в последнем для Югославии матче отборочного турнира против сборной Хорватии. На 41-й минуте игры Миркович рухнул на газон после жёсткого столкновения с Робертом Ярни, и когда тот наклонился над югославом, высказывая некие претензии, Миркович схватил хорвата за гениталии. Испанский судья Хосе Гарсия Аранда незамедлительно удалил Мирковича с поля.